# Boreal tid

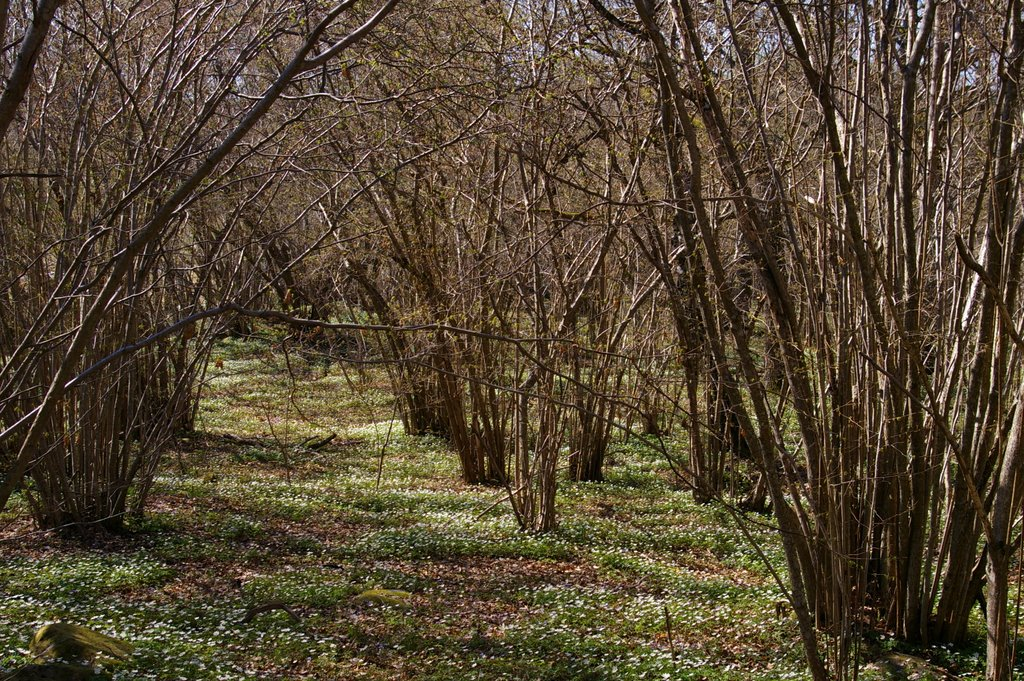
Hasselskogen - en vanlig miljö under boreal tid

Boreal tid kallas den tidsålder av varmt och torrt klimat som inföll c:a 8 500–6 800 f.Kr., närmast efter den preboreala tiden. Termen används regionalt i Europa och motsvarar den yngre delen av tidsåldern Greenland, som ratificerats av den Internationella stratigrafiska kommissionen som den första åldern/etagen av Holocen. 
Boreal tid var inledningen av den c:a sextusen år långa postglaciala värmetiden. Mot slutet av den boreala tiden, och en stor del av nästföljande period, den atlantiska tiden, låg medeltemperaturen två grader högre än nu, ett klimat[var?] liknande dagens nordöstra Frankrike. Klimatet var mycket torrt under boreal tid och sjöarnas vattenstånd var därför lågt.
Boreal tid kallas även tall- och hasseltiden. De hasselskogar som gjort entré i sydligaste och sydvästra Sverige redan under slutet av preboreal tid spred sig nu till hela södra och mellersta delarna av landet, i många fall på bekostnad av björkskog. På magrare jordar behöll tallen sitt grepp. Längre norrut koloniserades de nyligen isfria områdena av kråkris, havtorn och dvärgbjörk. De första skogarna bildades här av björk, senare alltmer av tall. Mot slutet av den boreala tiden märks även gran i pollendiagrammen i norra Norrland. 
Under mitten av perioden gör alen sitt inträde längs sjöar och vattendrag i södra delarna av Sverige. Senare, vid övergången till atlantisk tid, anländer även ekblandskogens träd: alm, ek, lind och ask.
Bland de djur som invandrade i de alltmer tätnande tall-hasselskogarna under boreal tid märks kronhjort och vildsvin. Sedan tidigare fanns uroxe och älg. Troligen spreds även räv, utter, grävling, mård, lodjur och rådjur. Fågellivet var också rikt. Bland rovfåglarna dominerade fiskgjuse och havsörn. Detta visar att det fanns gott om fisk i sjöar och hav. 
Boreal tid utgör det definitiva slutet för istidens stora glaciärer i Skandinavien. Vid början av perioden låg iskanten i norra Dalarna, men redan c:a 7 500 f.Kr. var hela Norrland isfritt.
Denna tid (tillsammans med den föregående preboreala tiden) kallas ibland för fastlandstiden. Södra Sverige hängde ihop med Danmark, Tyskland och de brittiska öarna. Den isostatiska landhöjningen var betydande i de mellersta och norra delarna av landet, medan de sydligaste delarna hade en avklingande landhöjning. Man kan tala om en tippningseffekt åt söder.
Boreal tid är Ancylussjöns tid, en sötvattensfas av Östersjön, helt avsnörd från Kattegatt och världshaven. Under inledningen av perioden fungerade Göta Älvdalen och Otteidsundet väster om sjön Stora Le som utlopp för Ancylussjön. I takt med landhöjningen av denna pasströskel kom sjön att stiga, den s.k. Ancylustransgressionen. Kulmen inträffade c:a 8 200 f.Kr. och sjön hade då stigit med 5-10 meter över havsytan. I de sydliga delarna av Östersjön (Ancylussjön), där landhöjningen var låg eller obefintlig, kom då stora delar av kustområdena att översvämmas, till exempel hasselskogarna i den tidigare torrlagda Hanöbukten. Slutet av denna utveckling nåddes då tröskeln vid Stora Bält översvämmades, varvid de strömmande vattenmassorna grävde ut djupa dalgångar i de mjuka jordlagren (dalgångar som än idag kan spåras på havsbotten) och därmed vidgade sjöns nya utlopp. Ancylussjöns nivå sjönk snabbt och stora kustområden i hela landet, inklusive Öland och Gotland frilades, en regression. Även Närkesundet grundades upp. Två landbryggor mellan södra och norra Sverige existerade nu, på vardera sidan om den avsnörda Vänern. I takt med världshavens höjning vidgades Stora Bält ytterligare, senare uppstod även Öresund och Ancylussjön övergick i Mastogloiahavet och Littorinahavet.
Inom arkeologin tillhör boreal tid tidig Mesolitikum, jägarstenålder. Redan under den närmast föregående preboreala tiden etablerades de grupper av jägare/samlare som ofta kallas  Maglemosekulturen. I området runt Göta älvs mynning har boplatser återfunnits som efter en fyndort fått ge namn åt Sandarnakulturen, en särpräglad kustbunden redskapstradition. Utmed norra ishavet uppträdde den s.k. Komsakulturen, och längre söderut utmed den norska kusten den s.k. Fosnakulturen.
Boreal tid utgör en tidig del av den postglaciala tiden, Holocen. Närmast efter den boreala tiden följer Atlantisk tid.
| Kvartär de senaste 2,58 miljoner åren | Kvartär de senaste 2,58 miljoner åren | Kvartär de senaste 2,58 miljoner åren | Kvartär de senaste 2,58 miljoner åren |
| Period (System)                       | Epok (Serie)                          | Ålder (Etage)                         | Miljoner år sedan                     |
| ------------------------------------- | ------------------------------------- | ------------------------------------- | ------------------------------------- |
| Kvartär                               | Holocen                               | Meghalaya                             | 0,004–0,000                           |
| Kvartär                               | Holocen                               | Northgrip                             | 0,008–0,004                           |
| Kvartär                               | Holocen                               | Greenland                             | 0,012–0,008                           |
| Kvartär                               | Pleistocen                            | Övre                                  | 0,129–0,012                           |
| Kvartär                               | Pleistocen                            | Chiba                                 | 0,774–0,129                           |
| Kvartär                               | Pleistocen                            | Calabria                              | 1,80–0,774                            |
| Kvartär                               | Pleistocen                            | Gela                                  | 2,58–1,80                             |
| Neogen                                | Pliocen                               | Piacenza                              | tidigare                              |

| Kvartär Klimatskeden i Norra Europa | Kvartär Klimatskeden i Norra Europa   | Kvartär Klimatskeden i Norra Europa |
| Glacial / Interglacial              | Stadial / Kron Syreisotopstadium, MIS | Tusental år sedan                   |
| ----------------------------------- | ------------------------------------- | ----------------------------------- |
| Flandern (Holocen) värmetid MIS 1   | Subatlantisk tid                      | 2,6–0,0                             |
| Flandern (Holocen) värmetid MIS 1   | Subboreal tid                         | 5,8–2,6                             |
| Flandern (Holocen) värmetid MIS 1   | Atlantisk tid                         | 9,0–5,8                             |
| Flandern (Holocen) värmetid MIS 1   | Boreal tid                            | 9,9–9,0                             |
| Flandern (Holocen) värmetid MIS 1   | Preboreal tid                         | 11,7–9,9                            |
| Weichsel istid                      | Yngre dryas                           | 13–11,7                             |
| Weichsel istid                      | Alleröd                               | 14–13                               |
| Weichsel istid                      | Äldre dryas                           | 14                                  |
| Weichsel istid                      | Bölling                               | 15–14                               |
| Weichsel istid                      | Äldsta dryas                          | 16–15                               |
| Weichsel istid                      | Weichsels huvudfas MIS 2              | 24–16                               |
| Weichsel istid                      | Mellersta Weichsel MIS 4–3            | 70–24                               |
| Weichsel istid                      | Odderade - MIS 5a                     | 80–70                               |
| Weichsel istid                      | Rederstall - MIS 5b                   | 90–80                               |
| Weichsel istid                      | Brörup - MIS 5c                       | 100–90                              |
| Weichsel istid                      | Herning - MIS 5d                      | 115–100                             |
| Eem                                 | Eem - MIS 5e                          | 126–115                             |
| Saale istid                         | Warthe - MIS 6 Drenthe - MIS 6        | 200–126                             |
| Saale istid                         | Dömnitz - MIS 7                       | 240–200                             |
| Saale istid                         | Fuhne - MIS 8                         | 300–240                             |
| Holstein                            | MIS 9                                 | 320–300                             |
| Elster                              | MIS 10                                | 380–320                             |
| Cromer                              | MIS 21–11                             | 860–380                             |
| Bavel                               | MIS 63–22                             | 1800–860                            |
| Menap                               | MIS 63–22                             | 1800–860                            |
| Waal                                | MIS 63–22                             | 1800–860                            |
| Eburon                              | MIS 63–22                             | 1800–860                            |
| Tegelen                             | MIS 103–64                            | 2600–1800                           |
| Pretegelen                          | MIS 103–64                            | 2600–1800                           |